# Hrabstwo St. Francois
Hrabstwo St. Francois (ang. St. Francois County) – hrabstwo w stanie Missouri w Stanach Zjednoczonych. Obszar całkowity hrabstwa obejmuje powierzchnię 452,40 mil2 (1 172 km²). Według danych z 2010 r. hrabstwo miało 65 359 mieszkańców. Hrabstwo powstało 19 grudnia w 1821 roku, a jego nazwa pochodzi od przepływającej przez terytorium hrabstwa rzeki św. Franciszka nazwanej tak najprawdopodobniej na cześć św. Franciszka z Asyżu albo św. Franciszka Ksawerego, który podobnie jak odkrywca tych terenów, Jacques Marquette, był jezuitą.

## Sąsiednie hrabstwa
- Hrabstwo Jefferson (północ)
- Hrabstwo Sainte Genevieve (wschód)
- Hrabstwo Perry (południowy wschód)
- Hrabstwo Madison (południe)
- Hrabstwo Iron (południowy zachód)
- Hrabstwo Washington (zachód)

## Miasta
- Bismarck
- Bonne Terre
- Desloge
- Farmington
- Iron Mountain Lake
- Leadington
- Leadwood
- Park Hills

## CDP
- Doe Run
- Frankclay
- Terre du Lac
- Wortham